# Værøy
Værøy és un municipi situat al comtat de Nordland, Noruega. Té 748 habitants i té una superfície de 18.53 km².

## Generalitats

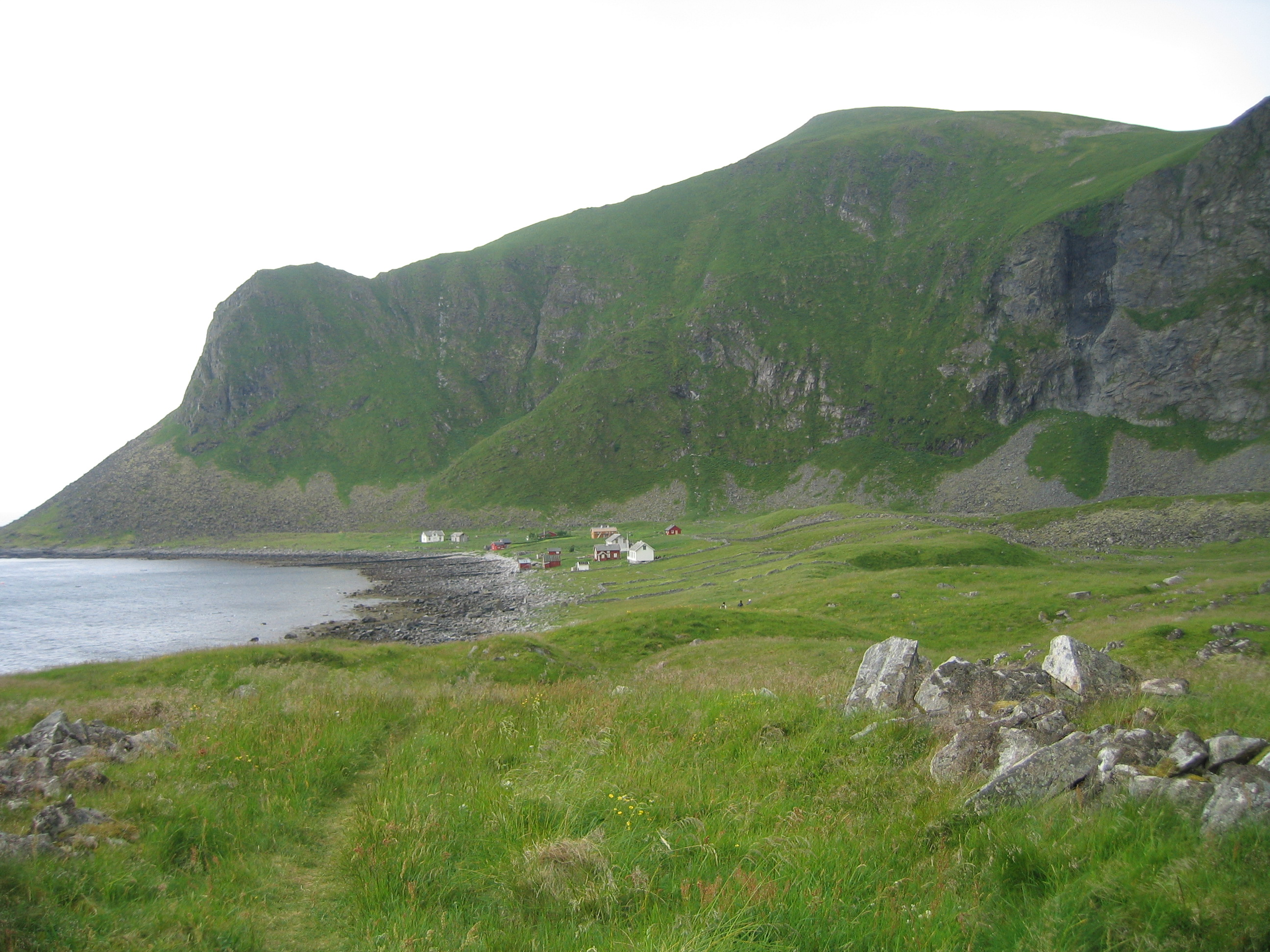
Mostad, localitat abandonada de l'illa.

El municipi de Værøy es va establir l'1 de gener de 1838 (veure formannskapsdistrikt). L'1 de juliol de 1928, el districte sud de Værøy (població: 731) es va separar per convertir-se en el nou municipi de Røst.
Les principals activitats econòmiques són la pesca i el turisme.

### Toponímia
La forma en Nòrdic antic del lloc era Veðrøy. El primer element es veðr que significa "clima" (aquí es refereix a les inclemències climàtiques i la posició exposada i desprotegida de l'illa). L'últim element es øy que significa "illa". Històricament, el nom ha estat escrit Værø.

### Escut d'armes
L'escut d'armes es dels temps moderns; va ser creat el 10 de juliol de 1988. Els braços mostren un fraret en un fons blau. Aquestes aus nien en grans quantitats en la zona i solien ser de gran importància per al poble, per la seva carn.

### Esglésies
L'Església de Noruega té una parròquia (sokn) en el municipi de Værøy. Forma part del deganat de Bodø, de la Diòcesi de Sør-Hålogaland.
| Parròquia (Sokn) | Nom de l'església        | Localitat de l'església | Any Construcció |
| ---------------- | ------------------------ | ----------------------- | --------------- |
| Værøy            | Església de Værøy        | Sørland                 | 1939            |
| Værøy            | Església Antiga de Værøy | Nordland                | 1799            |

## Geografia

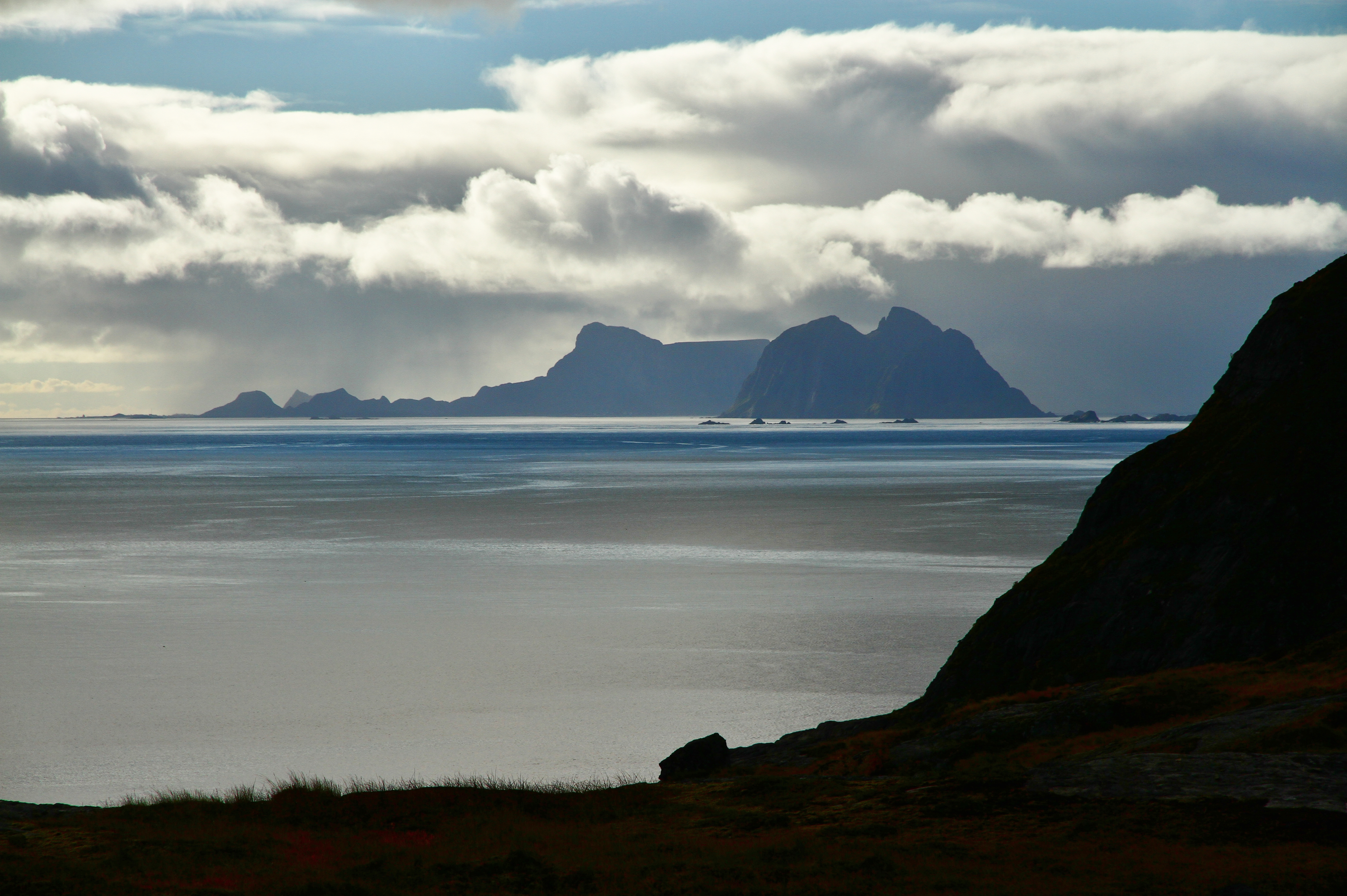
Vista de les illes Vaeroya i Mosken.

El municipi de Værøy està compost per moltes illes, les dues més grans són Vaeroya i Mosken. Es troba a l'extrem de l'arxipèlag Lofoten. El mar de Noruega es troba al nord-oest i el Vestfjorden al sud-est. El remolí Maelstrom es troba al nord entre Værøy i Moskenesøya.

### Clima
El clima a Værøy sol ser molt variable. El sol, la pluja, el vent i la boira es poden intercanviar ràpidament. El clima de l'hivern és temperat i la temperatura rara vegada baixa per sota 0 °C. Això fa que les condicions del peix assecat siguin excepcionalment bones.
Røst i Værøy són bastant famoses pels meteoròlegs, ja que és el lloc més septentrional del món, on no hi ha hivern meteorològic, ja que la temperatura mitjana està en la seva majoria per sobre de 0 °C durant tot l'hivern malgrat estar al nord del cercle polar àrtic. Les temperatures d'hivern en el sur de Lofoten representen l'anomalia de la temperatura més alta del món amb relació a la latitud degut a la corrent del Golf des del mar del Carib, que trasllada aigua calenta des del golf de Mèxic fins al nord-est de l'oceà Atlàntic. No obstant, el clima d'hivern és bastant ventós i humíd, la qual cosa fa que no se senti tan suau. Els seus paisatges no semblen típics de la regió àrtica en la que es troba localitzada l'illa.

## Transports
A l'illa s'hi pot arribar en helicòpter des de Bodø, ja que Værøy disposa d'un heliport a Sørland. Antigament hi havia un aeroport, però va ser tancat després de l'accident de Værøy el 1990 en el que cinc persones van perdre la vida. L'aeroport estava ubicat en una mala posició i els vents de la zona eren molt forts. El servei de transbordador també està disponible desde Bodø, Moskenes i Røst.

## Literatura
L'illa Vurrgh que apareix en el conte Descens al Maelström (1841) ("A Descent into the Maelström", en anglés) de l'estatunidenc Edgar Allan Poe, tracta de Værøy.